# Daasanach

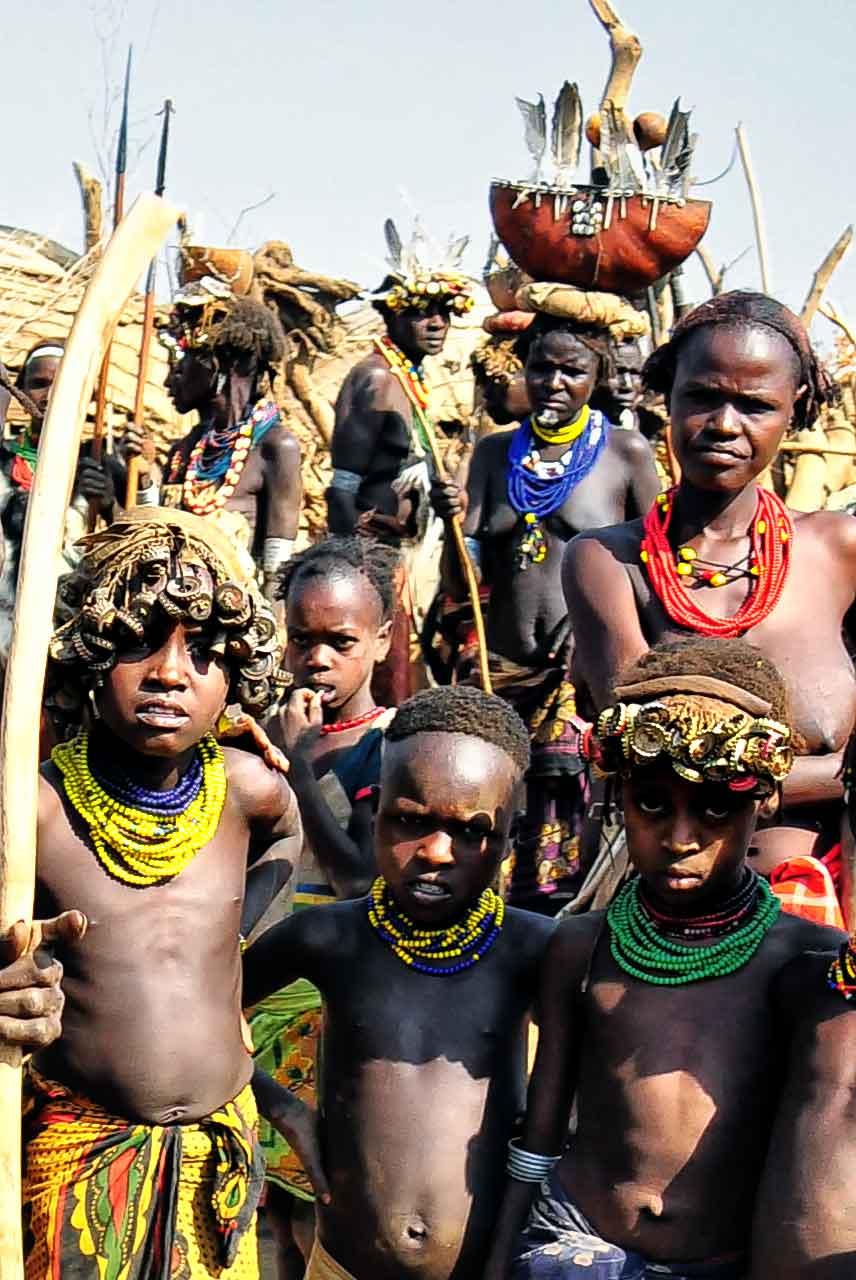
Un gruppo di daasanach

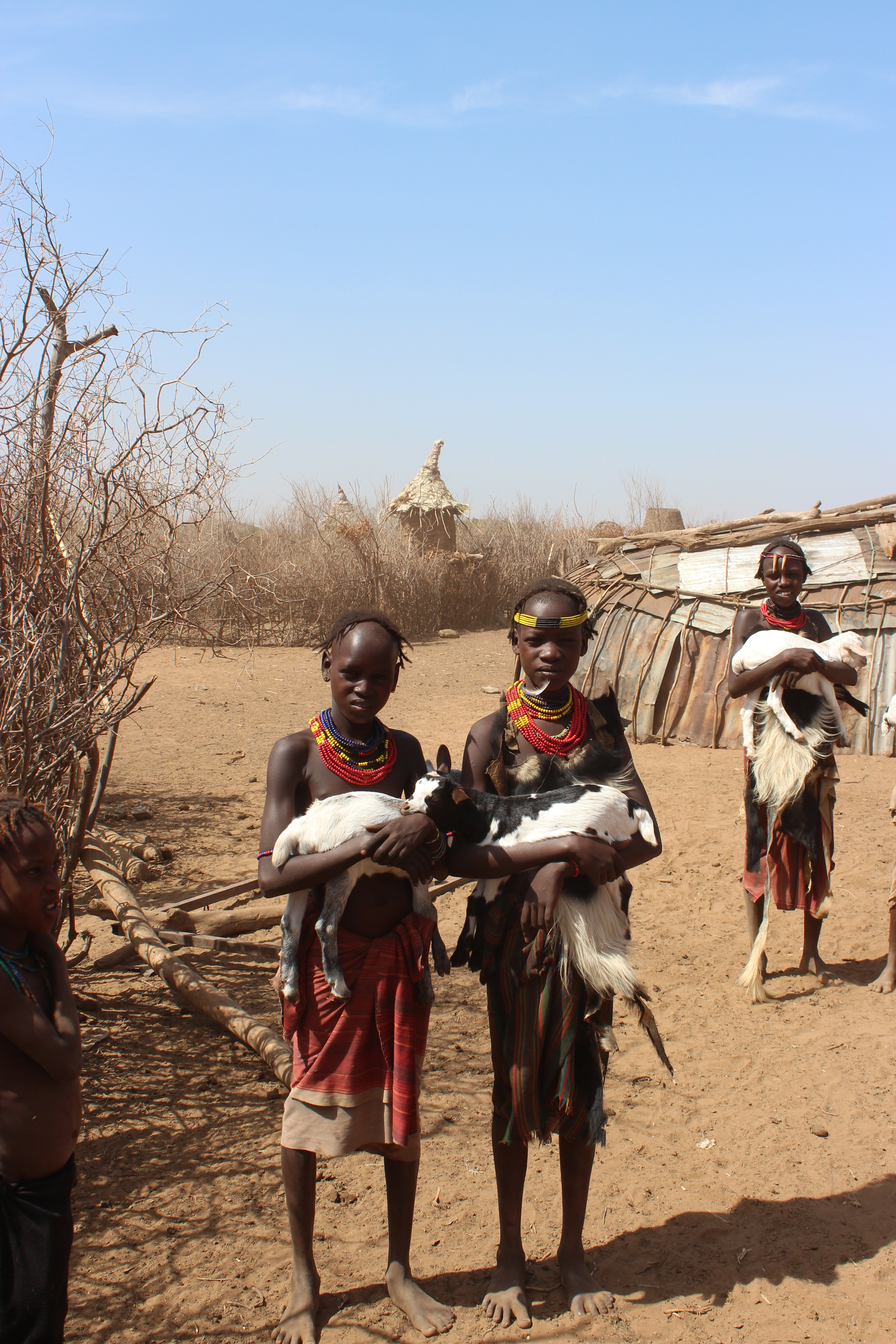
Ragazze di un villaggio daasanach in Etiopia

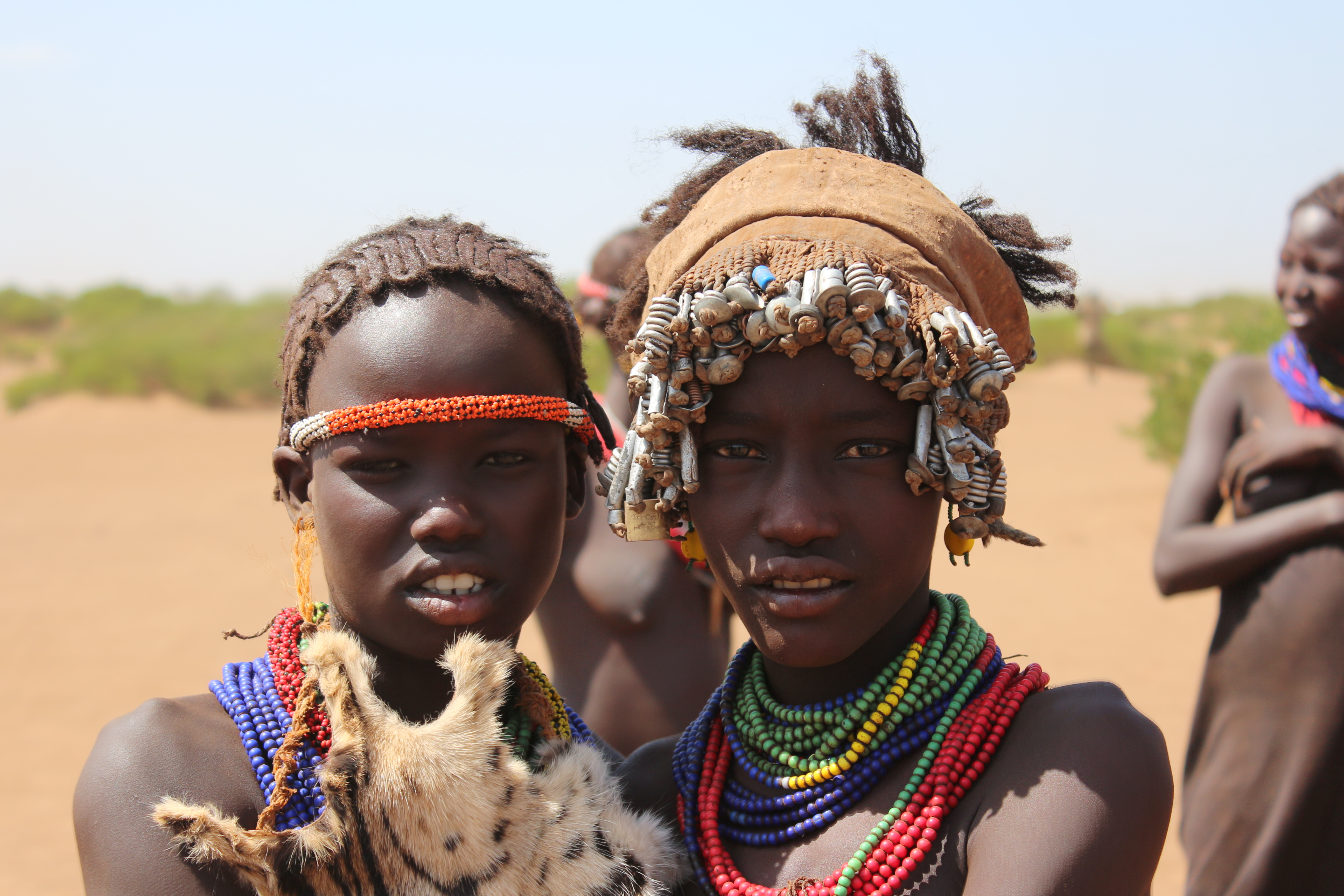
Bambini daasanach

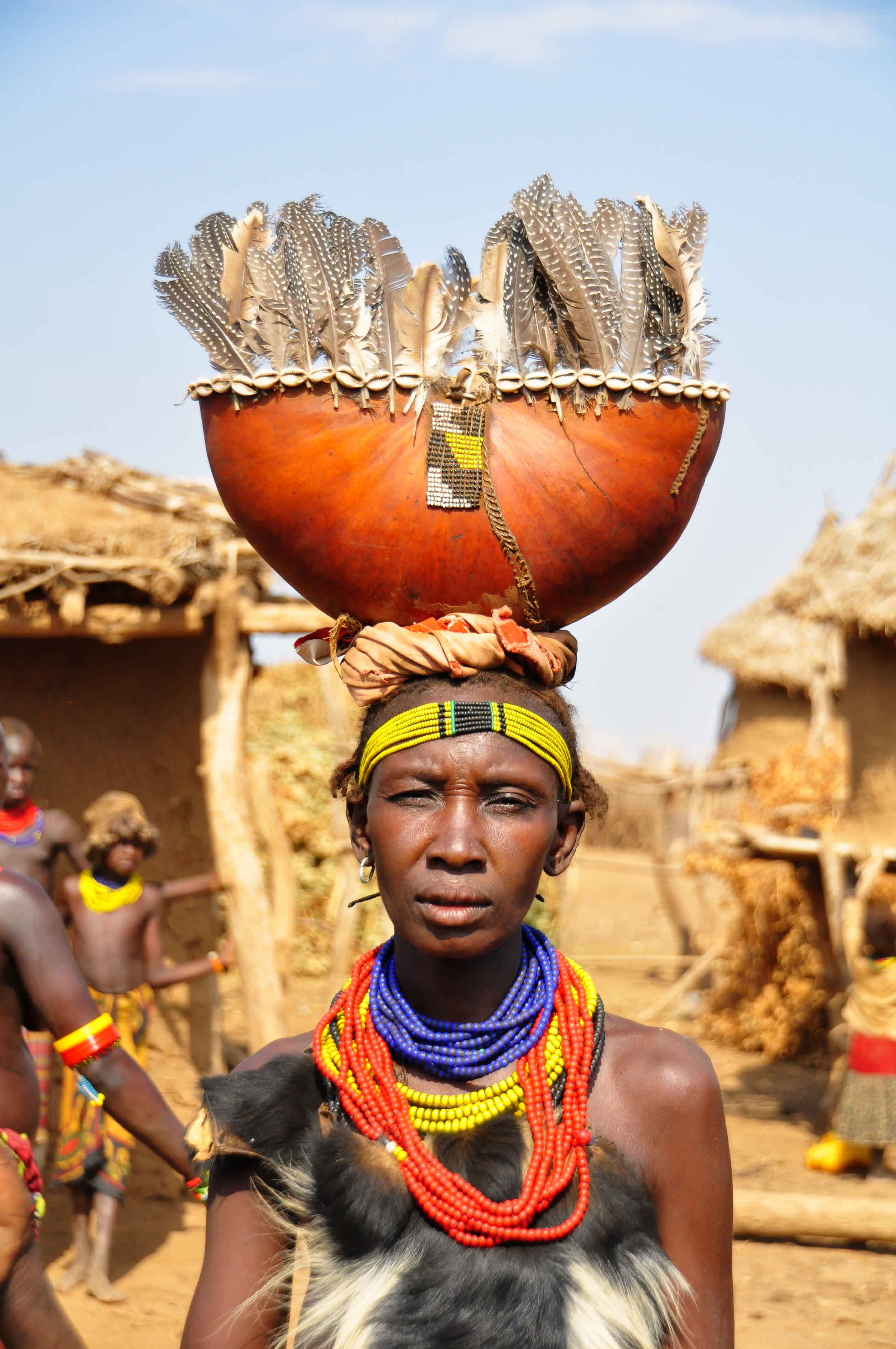
Donna daasanach

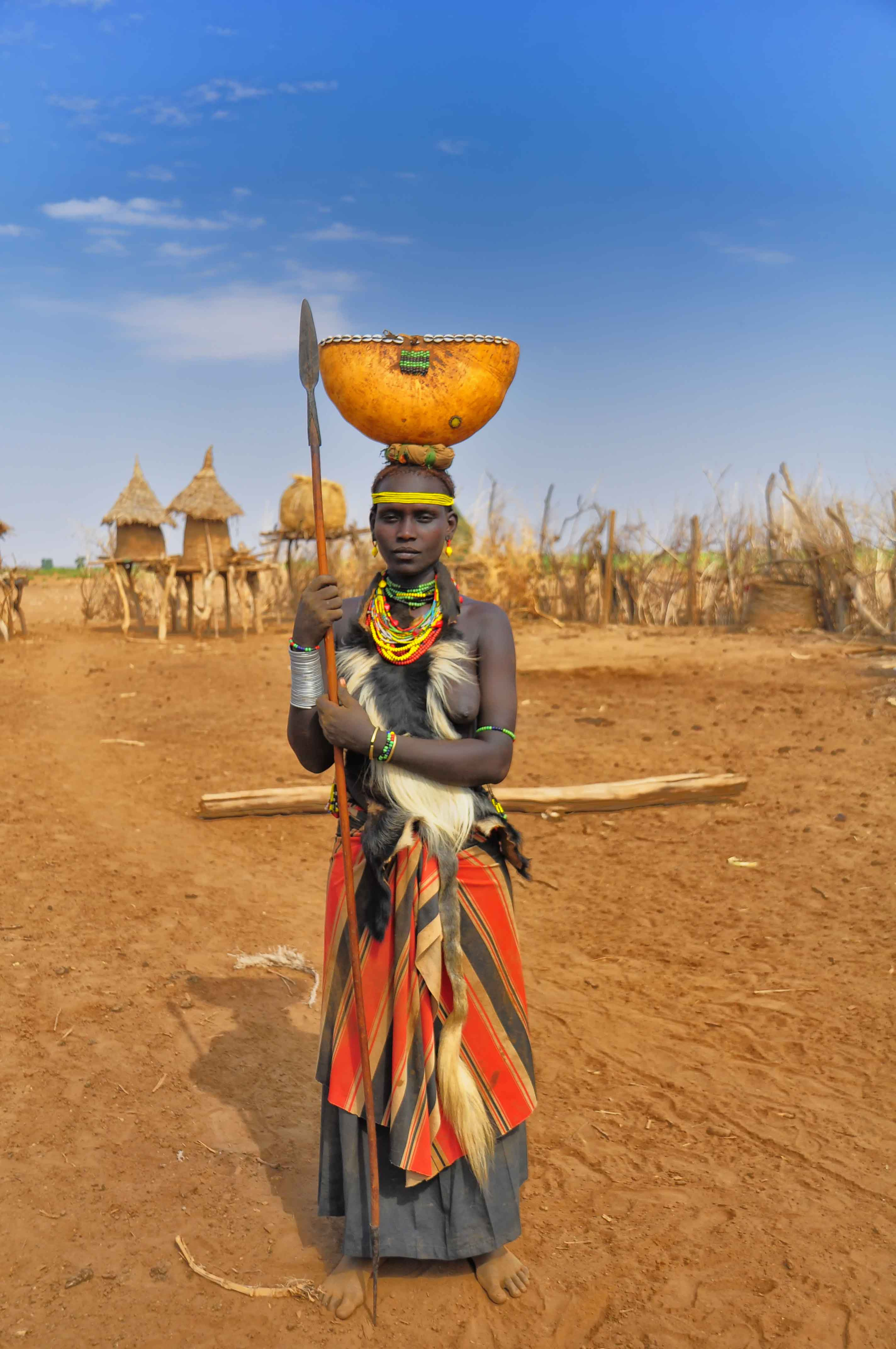
Donna daasanach

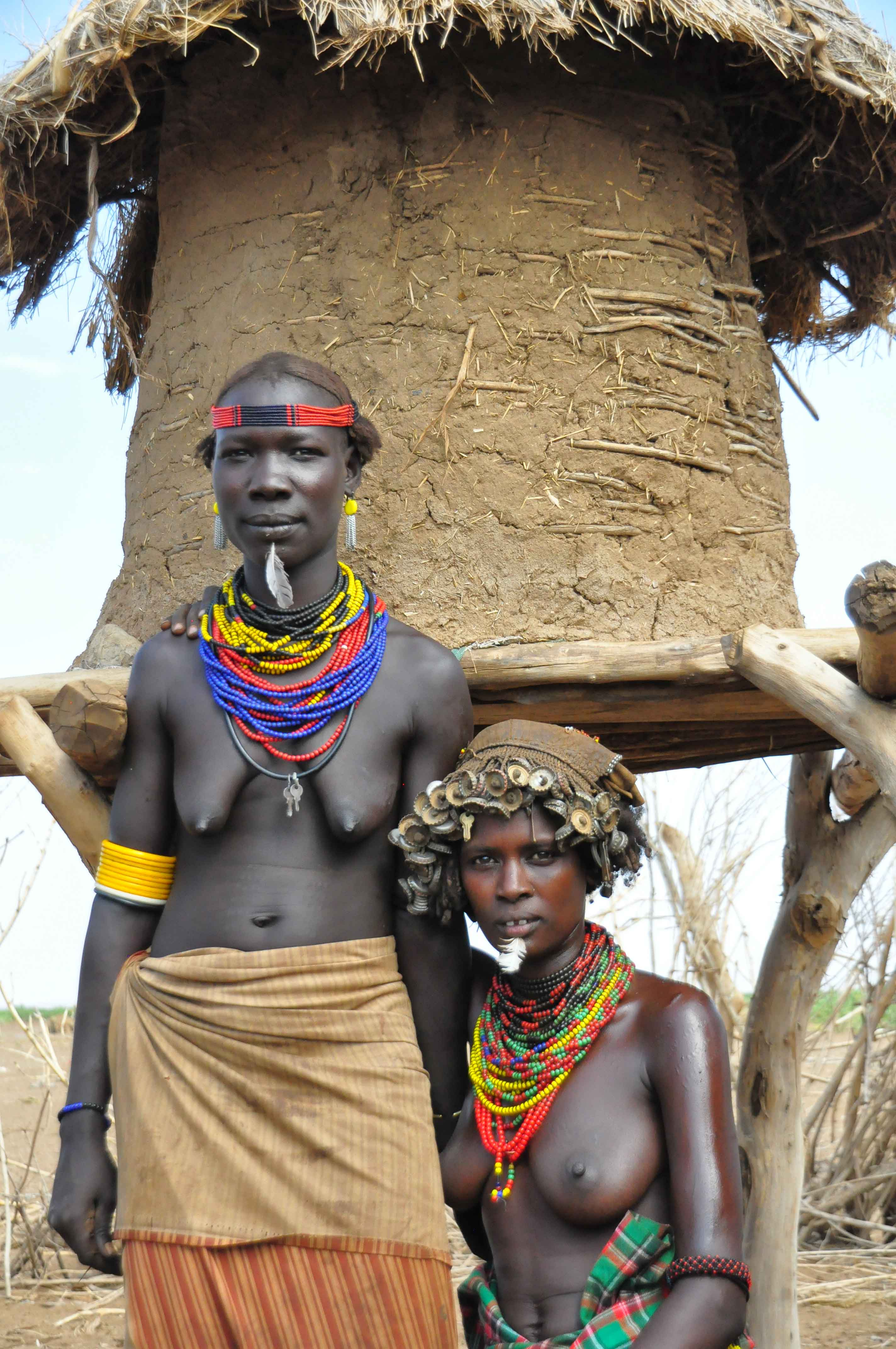
Donne daasanach

I Daasanach (o Daasanech, Dassanetch, Dasenech, Dathanaik, Danathik), conosciuti anche come Gallab (o Galuba, Geleb(a)), Meril(l)e, Reshiat o Shangila sono una tribù seminomade dell'Africa orientale, che vive tra l'Etiopia meridionale (in maggioranza), il Kenya e il Sudan.  A questa etnia appartengono circa 60.000 persone (di cui circa 50.000 in territorio etiope), stanziate lungo la valle del fiume Omo e lungo la sponda settentrionale del Lago Turkana.
Tra le etnie più isolate al mondo, è rimasto l'unico popolo stanziato lungo il fiume Omo.

## Etimologia
Il termine Daasanach significa "popolo del delta".

## Habitat
I Daasanach vivono in territorio arido, in cui le temperature superano in 35° e in una zona malarica (dovuta anche alla presenza della mosca tse-tse).

## Storia
I Daasanach sono menzionati per la prima volta (con il nome di Reshiat) nel 1887-1888 in un resoconto di Ludwig von Höhnel, che assieme al conte Sámuel Teleki era a capo di una spedizione austro-ungarica nell'Africa orientale.
Nel corso del XIX secolo, i Daasanach furono inglobati nell'Impero etiope.
Tra l'inizio del XX secolo e gli anni quaranta del XX secolo, i Daasanach furono ingaggiati dapprima dagli amministratori etiopi e in seguito dagli amministratori italiani come guardie di sicurezza a difesa dei confini contro il Protettorato Britannico dell'Africa Orientale. Questo periodo vide così i Daasanach in lotta con tribù di pastori kenioti quali i Gabra e i Turkana.
Alla fine degli anni sessanta del XX secolo, la valle del fiume Omo fu descritta dall'antropologo Uri Almagor come una delle aree più inaccessibili dell'Africa.
Nel 2013, fu pianificata la sedentalizzazione di 2.600 abitazioni daasanach, in quanto parte del territorio di questo popolo doveva essere ispezionato da una ditta petrolifera.

## Cultura

### Organizzazione sociale
I Daasanach sono divisi in otto clan, chiamati en, il più consistente dei quali è rappresentato dagli Ikabelo. Gli Inkabelo vivono lungo entrambe le sponde del fiume Omo e del suo delta assieme ad altri gruppi più piccoli, quali gli Oro, i Kuoro e i Riele; altri clan sono quelli dei Randal e degli Elele, che vivono nella parte nord-occidentale del territorio daasanach, e quello degli Inkoria, che vivono lungo la sponda nord-orientale del Lago Turkana.
La classe più bassa è rappresentata dai Dies, ovvero le persone che hanno perso il loro bestiame e che vivono lungo il lago Turkana, dove cacciano coccodrilli e ippopotami. I Dies possono tuttavia intrattenere degli scambi con i Daasanach "veri e propri" e rientrare nel loro gruppo.
I Daasanach accettano nei propri villaggi anche persone di altri gruppi etnici, purché circoncisi.
E mentre i ragazzi daasanach vengono circoncisi, le bambine daasanach vengono sottoposte in un'età compresa tra i 10 e i 12 anni all'escissione del clitoride. Solo coloro che si siano sottoposte a tale pratica vengono considerate delle vere donne e possono indossare abiti e sposarsi; coloro che non abbiano subito l'escissione vengono invece considerate alla stregua di maschi o animali.
I matrimoni avvengono intorno ai 17 anni per le donne e intorno ai 20 anni per gli uomini. Il nucleo familiare tradizionale è costituito da uomo, dalla moglie di quest'ultimo e dai figli della coppia non sposati.
Durante la stagione secca, ha luogo la cerimonia del Dimi, durante la quale un uomo daasanach fa benedire la propria figlia per assicurarle fertilità e un buon matrimonio.

### Abitazioni
Le abitazioni dei Daasanach sono a forma di basse cupole, hanno un tetto in lamiera e un pavimento ricoperto di stuoie.
Tradizionalmente, queste abitazioni vengono costruite dalle donne. La prima parte di queste abitazioni ad essere costruita è il magazzino, dove vengono custoditi prodotti quali il caffè e il tabacco.
|  |

### Abiti
L'abito maschile e rappresentato semplicemente da una stoffa a quadri legata attorno al torace. Le donne indossano invece una gonna di pelle pieghettata.

## Lingua
La lingua daasanach appartiene al ceppo linguistico delle lingue cuscitiche.
Si tratta di una lingua SOV, che, dal punto di vista grammaticale, si caratterizza per la presenza un gran numero di classi di sostantivi e di verbi irregolari.

## Economia
Principali attività economiche dei Daasanach sono l'agricoltura, la pastorizia e la pesca.
La pastorizia era un tempo l'attività prevalente, ma in seguito i Daasanach si sono votati perlopiù all'agricoltura, in particolare di prodotti quali mais, sorgo e piselli.

## Demografia
Al censimento del 2007, si contavano 60.730 persone appartenenti a questo gruppo etnico. Di queste, 48.230 vivevano in Etiopia.